# Zesde Elfstedentocht
Op 30 januari 1940 werd de zesde Elfstedentocht verreden.

## Afgelastingen
Oorspronkelijk zou de zesde Elfstedentocht op 21 december 1939 verreden worden. Het ijs was goed, en het leek er ook niet op dat het snel ging dooien. De sneeuwval was echter zo hevig dat de tocht verschillende keren moest worden uitgesteld. Een plan om werklozen als werkverschaffing te laten schoonmaken kreeg weinig weerklank in Den Haag. Toen men eindelijk dankzij een donatie van Koningin Wilhelmina het tweehonderd kilometer lange traject sneeuwvrij gemaakt had, zette de dooi plotseling in. Toen in het nieuwe jaar de vorst opnieuw inzette, werd de organisatie voor de tocht alweer snel op touw gezet. Op 15 januari zouden de Elfstedenschaatsers van start gaan, ware het niet dat de dooi opnieuw roet in het eten gooide. Uiteindelijk kon de Tocht der Tochten op 30 januari toch doorgaan.

## De start
Een totaal van 688 wedstrijdschaatsers verscheen aan de start bij  de Harmonie in Leeuwarden. Gezien het grote aantal deelnemers, 3404 in totaal, werd voor het eerst een aparte start georganiseerd voor de toertochtschaatsers. Deze verzamelden zich bij de Beurs waar precies een half uur na de wedstrijdschaatsers 2716 Elfstedenrijders vertrokken.

## De wedstrijd
Een uur na de start van de wedstrijddeelnemers kwam Sikke Dijkstra uit Cornjum als eerste aan in Sneek. Achter hem lag Cor Jongert en daarachter Jan van der Bij uit Anna Paulowna. Ook in IJlst lag Dijkstra nog aan kop. In Sloten had zich echter een nieuwe kopgroep gevormd, bestaande uit Durk van der Duim uit Warga, Fokke van der Heide uit Leeuwarden, Auke Adema uit Franeker en Piet Keijzer uit de Lier. In het traject naar Stavoren nam de Leeuwarder Lo Geveke de leiding, met Van der Duim en Westra vlak achter zich. De kopgroep wist zich te handhaven tot Workum, maar toen kwamen de schaatsers aan bij de Parregastervaart. Op een doolhof van over elkaar geschoven schotsen viel niet te schaatsen, waardoor de achtervolgers konden inlopen. Na de vaart maakte een nieuwe kopgroep bestaande uit Keijzer, Adema, Van der Duim, Jongert en Westra zich andermaal los. Om 10 uur werd Bolsward bereikt. In Harlingen was een voorsprong van 10 minuten op de tweede kopgroep ontstaan, en in Franeker bedroeg deze al een kwartier.

## Pact van Dokkum
Op het gedeelte van Dokkum naar Leeuwarden stelde Jongert voor om samen te finishen. Alleen Westra maakte bezwaar. Er werd op hem ingepraat en op het laatst ging hij overstag. Het Pact van Dokkum was gemaakt. Gezamenlijk schaatste het vijftal de Leeuwarder grachten op. Op een paar honderd meter voor de finish maakte Adema zich plotseling los en sprintte naar de finish. Keijzer ging erachteraan, terwijl een uitzinnige massa schaatsfans het ijs opstormde. De verwarring die volgde was groot. Adema werd als winnaar aangewezen, terwijl Keijzer eerder over de finish ging. Jongert claimde dat zijn kaart als eerste werd afgestempeld. Na urenlang beraad van de Elfstedenvereniging werden uiteindelijk alle vijf schaatsers als winnaar aangewezen. De tweede groep die binnenkwam ging overigens wel tegelijkertijd over de finish.

## Uitslag

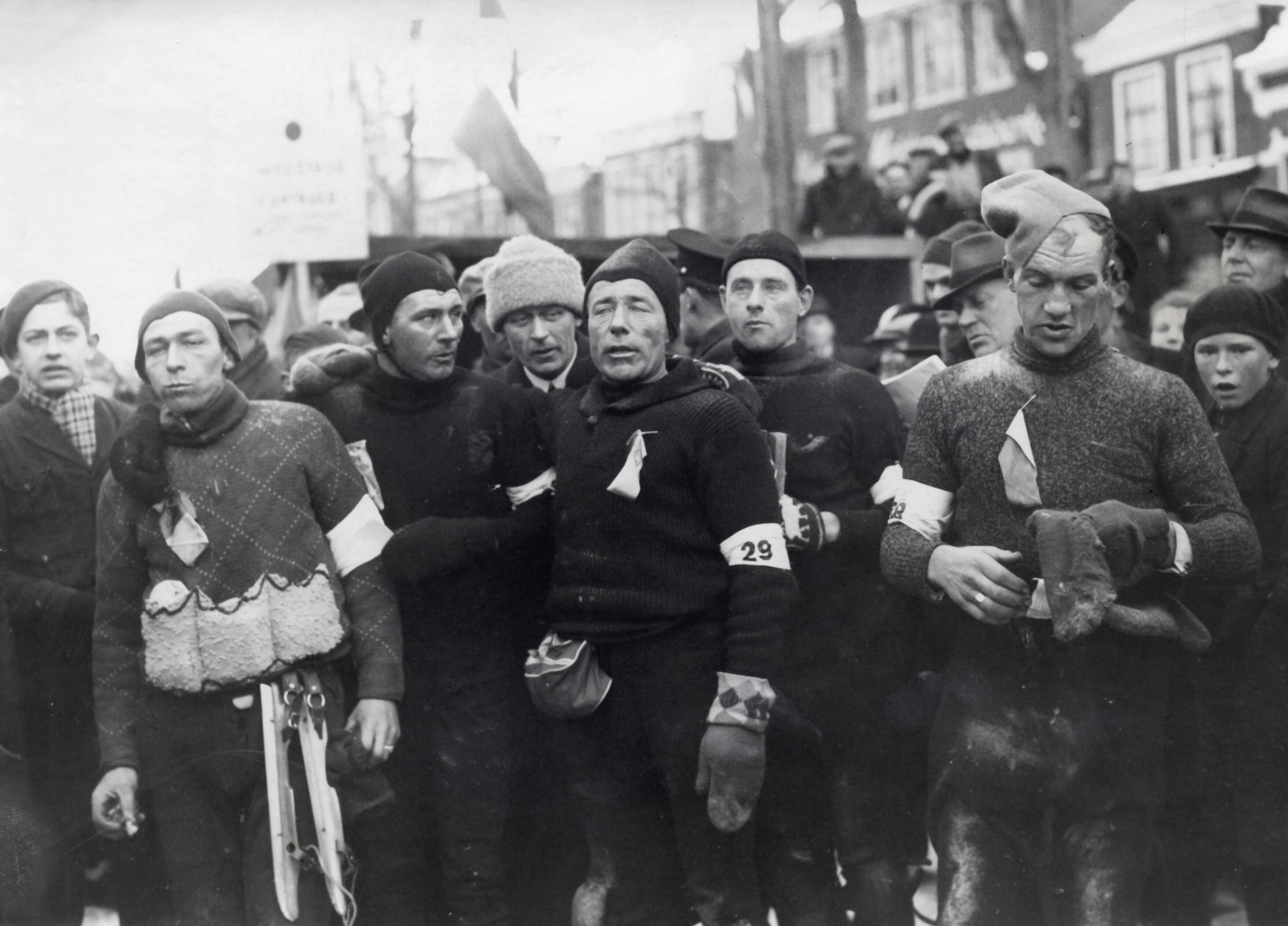
V.l.n.r.: Auke Adema, Sjouke Westra, Cor Jongert, Dirk van der Duim en Piet Keyzer

| Positie | Naam              | Woonplaats    | Tijd  |
| ------- | ----------------- | ------------- | ----- |
| 1       | Piet Keijzer      | De Lier       | 11.30 |
| 1       | Auke Adema        | Franeker      | 11.30 |
| 1       | Cor Jongert       | Maarssen      | 11.30 |
| 1       | Durk van der Duim | Warga         | 11.30 |
| 1       | Sjouke Westra     | Warmenhuizen  | 11.30 |
| 6       | Jan van der Bij   | Anna Paulowna | 11.58 |
| 6       | Sjouke Dijkstra   | Cornjum       | 11.58 |
| 6       | Lo Geveke         | Leeuwarden    | 11.58 |
| 6       | Abe de Vries      | Giethoorn     | 11.58 |
| 10      | Reinder Algera    | Franeker      | 12.10 |

## Weersomstandigheden

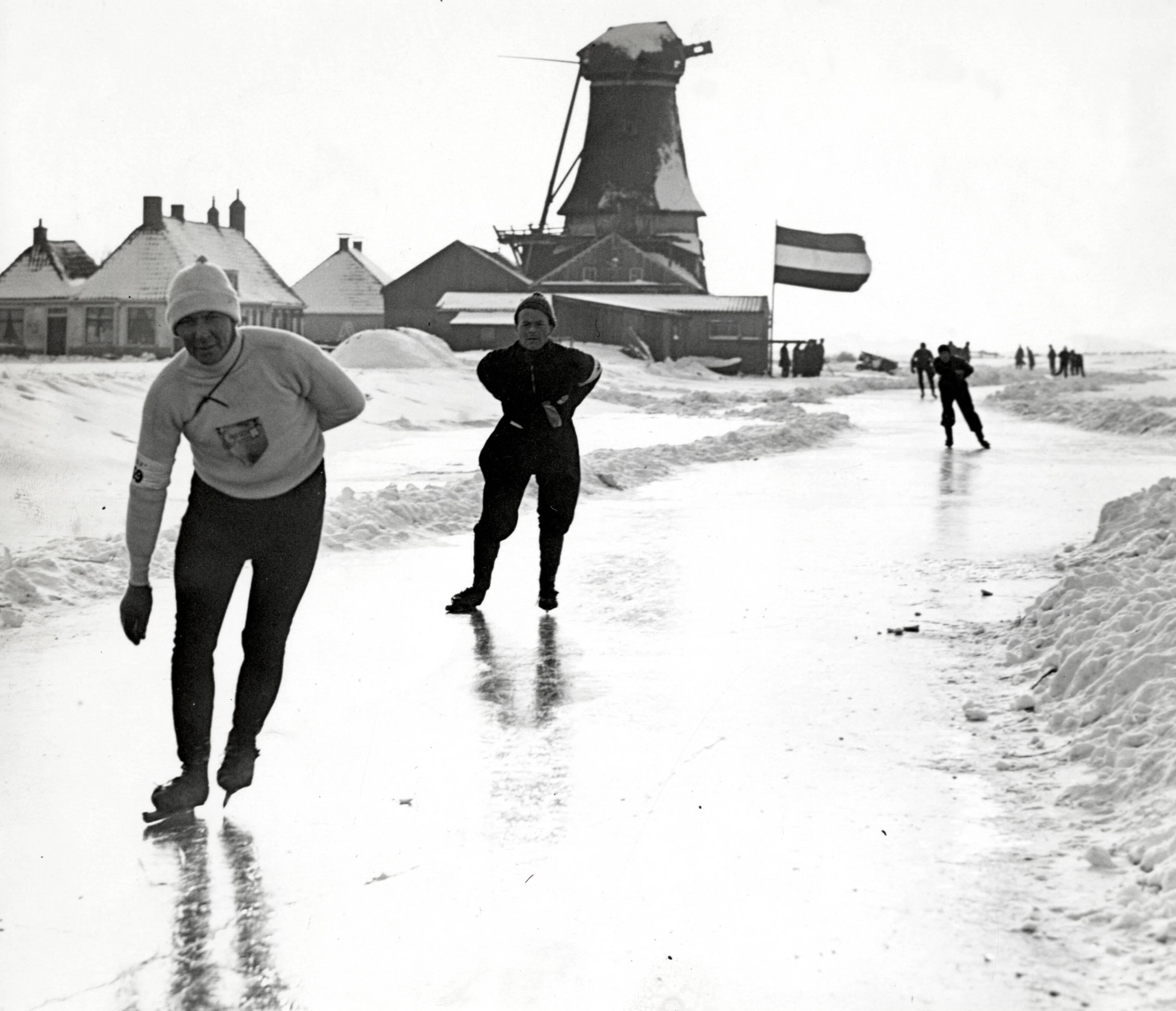
Bauke de Vries en F.J. van der Berg bij Vrouwbuurtstermolen

Op de middag van 30 januari was er noodweer uitgebroken. De sneeuw begon met bakken uit de hemel te vallen waardoor het ijs niet meer beschaatsbaar was. Het Elfstedentraject werd een witte woestijn. Een snijdende wind zorgde voor extreem lage gevoelstemperaturen. Autobussen werden ingehuurd om verkleumde schaatsers op te halen. Het is hieraan te wijten dat van de 2716 gestarte toerrijders slechts 27 de finish wisten te bereiken. Vermeldenswaardig is de prestatie van de enige vrouw die de tocht uitreed, Sjoerdtsje Faber uit Warga. Zij schaatste als toerrijder honderden wedstrijdschaatsers voorbij en wist net als 125 wedstrijdschaatsers de tocht te voltooien.
vóór 1909 
· 1e (2 januari 1909)
· 2e (7 februari 1912)
· 3e (27 januari 1917)
· 4e (12 februari 1929)
· 5e (16 december 1933)
· 6e (30 januari 1940)
· 7e (6 februari 1941)
· 8e (22 januari 1942)
· 9e (8 februari 1947)
· 10e (3 februari 1954)
· 11e (14 februari 1956)
· 12e (18 januari 1963)
· 13e (21 februari 1985)
· 14e (26 februari 1986)
· 15e (4 januari 1997)